# Dvärgantiloper
Dvärgantiloper (Neotragus) är små, graciösa och finlemmade djur som tillhör underfamiljen gasellantiloper. I det här släktet hittas världens minsta antilop, guineadvärgantilopen. Dvärgantiloperna förekommer på den afrikanska kontinenten.

## Systematik och utbredning
I släktet dvärgantiloper finns det 3 arter:
- Guineadvärgantilop (N.pygmaeus), lever i västra Afrika från Guinea till Ghana.
- Bates dvärgantilop (N.batesi), har tre från varandra skilda populationer i centrala Afrika.
- Suniantilop (N.moschatus), förekommer i östra Afrika från Kenya till östra Sydafrika.

## Utseende
Guineadvärgantilopen är med en genomsnittlig kroppslängd (huvud och bål) av 50 cm, en svanslängd av cirka 7,5 cm och en mankhöjd av 25 till 31 cm den minsta arten i släktet. Bates dvärgantilop blir 50 till 58 cm lång (huvud och bål), har en 4,5 till 5,0 cm lång svans, en mankhöjd av 24 till 33 cm och väger 2 till 3 kg. Med en kroppslängd av 58 till 62 cm, en mankhöjd av 30 till 40 cm, en svanslängd av 11 till 13 cm och en vikt av 4 till 9 kg är suniantilopen den största dvärgantilopen. Pälsen är på ovansidan kanelbrun, ibland med grå skugga, och på undersidan vitaktig. Horn förekommer bara hos hanar. De är beroende på art 1,2 till 9 cm långa.

## Ekologi
Guineadvärgantilop och Bates dvärgantilop föredrar regnskogar men hittas även i andra fuktiga områden med träd och en tät undervegetation. Suniantilopen lever i mera torra skogar och buskskogar.
Trots sin mindre storlek kan dvärgantiloper göra hopp över 2,8 meter. De äter blad, blommor, frukter, unga växtskott och andra växtdelar. Vätskebehovet täcks nästan helt med födan. Under dagens hetaste timmar vilar individerna i skuggan.
Hanar har avgränsade revir och hos suniantilopen markerar de sitt territorium med luktande vätskor. Hos denna art delar hanen revir med en till fyra honor. Parningen kan äga rum under alla årstider men de flesta ungar föds vid slutet av den torra perioden eller i början av regntiden. Dräktigheten varar cirka 6 månader. Ungarna blir 6 till 18 månader efter födelsen könsmogna.